# Tripteroides nepenthisimilis
Tripteroides nepenthisimilis är en tvåvingeart som beskrevs av Mattingly 1981. Tripteroides nepenthisimilis ingår i släktet Tripteroides och familjen stickmyggor. Inga underarter finns listade i Catalogue of Life.